# Copa Rei Fahd de 1995
A Copa Rei Fahd de 1995 foi a 2ª e última edição realizada com esse nome antes do status da competição ser elevado, o número de seleções aumentado para oito e ser rebatizada de Copa das Confederações da FIFA. Foi sediada pela Arábia Saudita em janeiro de 1995. A campeã foi a Dinamarca, que venceu a Argentina na final.

## Seleções participantes

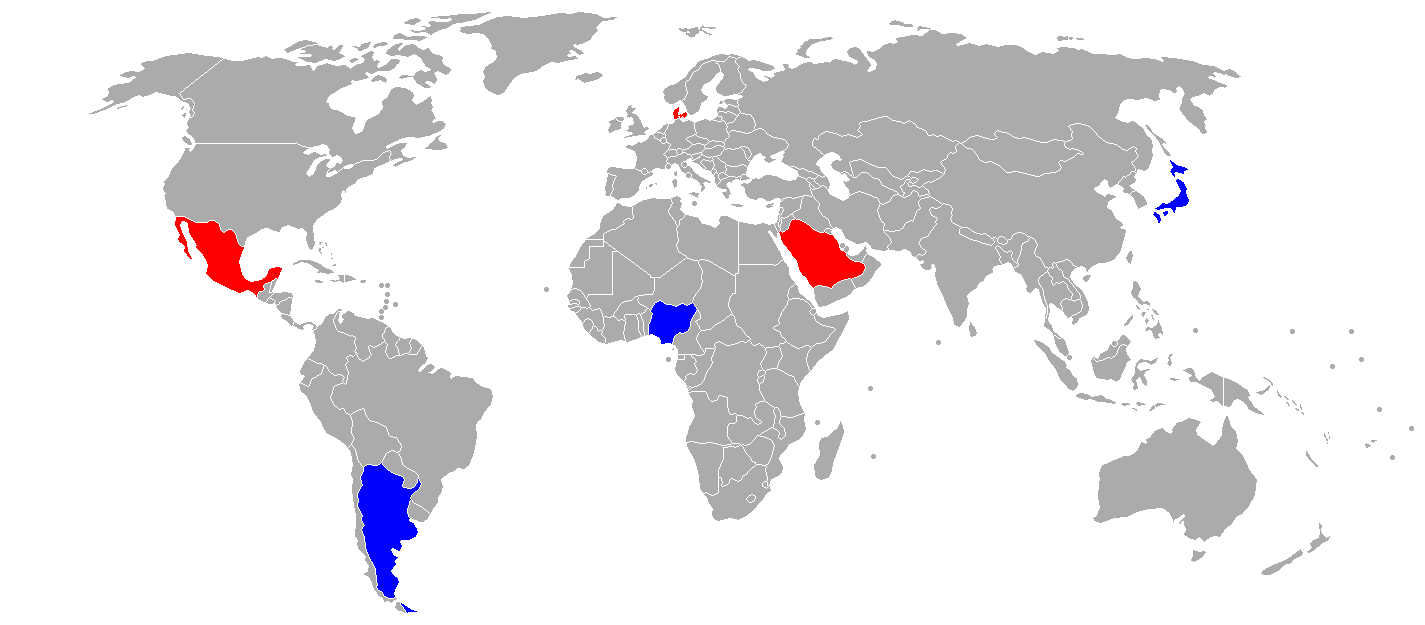
Equipes participantes da Copa Rei Fahd de 1995

| Equipe         | Confederação | Qualificação                                | Data de qualificação  | Participação | Melhor resultado   |
| -------------- | ------------ | ------------------------------------------- | --------------------- | ------------ | ------------------ |
| Arábia Saudita | AFC          | País-sede                                   |                       | 2º           | Vice-campeã (1992) |
| Japão          | AFC          | Campeã da Copa da Ásia de 1992              | 8 de novembro de 1992 | 1º           | Estreante          |
| Dinamarca      | UEFA         | Campeã da Eurocopa 1992                     | 26 de junho de 1992   | 1º           | Estreante          |
| Argentina      | CONMEBOL     | Campeã da Copa América de 1993              | 4 de julho de 1993    | 2º           | Campeã (1992)      |
| México         | CONCACAF     | Campeã da Copa Ouro da CONCACAF de 1993     | 25 de julho de 1993   | 1º           | Estreante          |
| Nigéria        | CAF          | Campeã da Copa das Nações Africanas de 1994 | 10 de abril de 1994   | 1º           | Estreante          |

## Sede
Todos os jogos aconteceram em:
| Riade                          |
| ------------------------------ |
| Estádio Internacional Rei Fahd |
| Capacidade: 67 000             |
|                                |

## Árbitros
| Árbitros                     | Assistentes         |
| AFC                          | AFC                 |
| ---------------------------- | ------------------- |
| UAE Ali Bujsaim              | IRN Mohammad Fanaei |
| CAF                          |                     |
| MRI An-Yan Lim Kee Chong     | TUN Mohamed Mansri  |
| CONCACAF                     |                     |
| CRC Rodrigo Badilla Sequeira | JAM Owen Powell     |

| Árbitros                        | Assistentes          |
| CONMEBOL                        | CONMEBOL             |
| ------------------------------- | -------------------- |
| CHI Salvador Imperatore Marcone | URY Carlos Velázques |
| UEFA                            |                      |
| ROU Ion Craciunescu             | ROU Ilie Cot         |

## Fase de grupos
|  | Seleções qualificadas para disputar a final    |
|  | Seleções qualificadas para disputar o 3º lugar |
|  | Seleções eliminadas                            |

### Grupo A
| Pos. | Seleção        | Pts | J | V | E | D | GP | GC | SG |
| ---- | -------------- | --- | - | - | - | - | -- | -- | -- |
| 1    | Dinamarca      | 4   | 2 | 1 | 1 | 0 | 3  | 1  | +2 |
| 2    | México         | 4   | 2 | 1 | 1 | 0 | 3  | 1  | +2 |
| 3    | Arábia Saudita | 0   | 2 | 0 | 0 | 2 | 0  | 4  | –4 |

| 6 de janeiro | Arábia Saudita | 0 – 2     | México             | Estádio Rei Fahd, Riad                           |
| 18:15        |                | Relatório | L. García 65', 82' | Público: 25 000 Árbitro: CHI Salvador Imperatore |

| 8 de janeiro | Arábia Saudita | 0 – 2     | Dinamarca                      | Estádio Rei Fahd, Riad                            |
| 18:15        |                | Relatório | B. Laudrup 43' · Wieghorst 90' | Público: 10 000 Árbitro: MRI An-Yan Lim Kee Chong |

| 10 de janeiro | Dinamarca     | 1 – 1 (pro) | México        | Estádio Rei Fahd, Riad                           |
| 18:15         | Rasmussen 48' | Relatório   | L. García 25' | Público: 20 000 Árbitro: CHI Salvador Imperatore |

|                                   |       | Penalidades                      |  |
| Schjønberg M. Laudrup Høgh Rieper | 4 – 2 | Suárez Bernal del Olmo L. García |  |

### Grupo B
| Pos. | Seleção   | Pts | J | V | E | D | GP | GC | SG |
| ---- | --------- | --- | - | - | - | - | -- | -- | -- |
| 1    | Argentina | 4   | 2 | 1 | 1 | 0 | 5  | 1  | +4 |
| 2    | Nigéria   | 4   | 2 | 1 | 1 | 0 | 3  | 0  | +3 |
| 3    | Japão     | 0   | 2 | 0 | 0 | 2 | 1  | 8  | –7 |

| 6 de janeiro | Japão | 0 – 3     | Nigéria                                 | Estádio Rei Fahd, Riad                       |
| 21:00        |       | Relatório | Amunike 4' · Adepoju 55' · Amokachi 65' | Público: 25 000 Árbitro: ROM Ion Craciunescu |

| 8 de janeiro | Japão     | 1 – 5     | Argentina                                                         | Estádio Rei Fahd, Riad                                |
| 20:00        | Miura 57' | Relatório | Rambert 31' · Ortega 45' · Batistuta 47', 86' (pen.) · Chamot 54' | Público: 10 000 Árbitro: CRC Rodrigo Badilla Sequeira |

| 10 de janeiro | Nigéria | 0 – 0     | Argentina | Estádio Rei Fahd, Riad                   |
| 21:00         |         | Relatório |           | Público: 20 000 Árbitro: UAE Ali Bujsaim |

## Fases finais

### Terceiro lugar
| 13 de janeiro | México             | 1 – 1 (5 – 4 g.p.) | Nigéria      | Estádio Rei Fahd, Riad                       |
| 18:00         | Ramírez 20' (pen.) | Relatório          | Amokachi 31' | Público: 20 000 Árbitro: ROM Ion Craciunescu |

### Final
| 13 de janeiro | Dinamarca                            | 2 – 0     | Argentina | Estádio Rei Fahd, Riad                   |
| 20:15         | M. Laudrup 8' (pen.) · Rasmussen 75' | Relatório |           | Público: 35 000 Árbitro: UAE Ali Bujsaim |

## Melhores marcadores
3 golos
- Luis García Postigo

2 golos
- Gabriel Batistuta
- Daniel Amokachi
- Peter Rasmussen

## Premiações
| Campeã da Copa Rei Fahd de 1995 |
| Dinamarca                       |
| ------------------------------- |
| Dinamarca Campeã (1..º título)  |